# Placonotus pseudoproximus
Placonotus pseudoproximus là một loài bọ cánh cứng trong họ Laemophloeidae. Loài này được Mukhopadhyay & Sen Gupta miêu tả khoa học năm 1977.